# Mikel Gurrea
Mikel Gurrea (Sant Sebastià, 1985) és un director de cinema basc. Va estudiar Comunicació Audiovisual a la Universitat Pompeu Fabra mentre treballava a una productora de publicitat i va escriure i dirigir alguns curtmetratges.
L'any 2022, el seu primer llargmetratge, Suro, es va estrenar a Secció Oficial del Festival Internacional de Cinema de Sant Sebastià 2022, on va rebre el Grand Prix de la FIPRESCI, el premi Irizar a la millor pel·lícula basca i el premi Euskal Gidoigileen Elkartea. Als Premis Gaudí de 2023, Suro va merèixer el Gaudí a la millor direcció novella per a Mikel Gurrea, i els Gaudí a la millor interpretació femenina i masculina per a Vicky Luengo i Pol López respectivament.

## Filmografia
- Primo (2008, curtmetratge)
- Los gatos del tejado (2009, curtmetratge)
- Rojo en el agua (2010, curtmetratge)
- The Bird (2013, documental)
- Heltzear (2021, curtmetratge)
- Suro (2022, llargmetratge)